# Crup
El crup (o laringotraqueobronquitis) és una malaltia respiratòria que es desencadena usualment per una infecció viral aguda de les vies respiratòries superiors. La infecció produeix inflamació a la gola, la qual cosa interfereix amb la respiració normal i produeix els clàssics símptomes de tos de gos, estridor i disfonia. Pot produir símptomes lleus, moderats o severs, els quals empitjoren freqüentment durant la nit. Es tracta usualment amb una dosi única d'esteroides orals; en casos més severs s'utilitza ocasionalment epinefrina. Rarament requereix hospitalització.
El crup es diagnostica clínicament, un cop exclosa la possibilitat d'altres causes més greus (per exemple epiglotitis o la presència d'un cos estrany a les vies respiratòries). Normalment no cal fer altres estudis com ara anàlisi de sang, radiografies i cultius. Es tracta d'una condició relativament comuna que afecta en algun moment al 15% dels nens, principalment entre els 6 mesos i 5-6 anys. Gairebé mai es presenta en adolescents i adults.
Abans de l'arribada de la vacunació, el crup era causat amb freqüència per la diftèria, i era sovint mortal. Actualment aquesta causa és un fet del passat en el món occidental a causa de l'èxit de la vacuna contra la diftèria i la millora de la higiene i la qualitat de vida.

## Síntomes i signes
| Estridor                                                         | Estridor |
| ---------------------------------------------------------------- | -------- |
| Estridor                                                         |          |
|                                                                  |          |
| Estridor inspiratori i expiratori en un nen de 13 mesos amb crup |          |
|                                                                  |          |

El crup es caracteritza per tos de gos, estridor, disfonia, i dificultat per respirar que empitjoren freqüentment durant la nit. La tos de gos es sol descriure com el so d'una foca o lleó marí. El estridor empitjora amb l'agitació o els plors i si pot escoltar-se en repòs, pot ser un indici d'un estrenyiment crític de les vies respiratòries. A mesura que el crup empitjora, el estridor pot disminuir considerablement.
Altres símptomes inclouen febre, coriza (símptomes típics d'un refredat comú) i retracció de la paret toràcica. El baveig o un aspecte molt malalt indiquen la presència d'altres condicions mèdiques.

## Causes
Es considera que el crup es deu a una infecció viral. Altres utilitzen el terme de manera més àmplia per incloure la laringotraqueitis aguda, crup espasmòdic, diftèria laríngia, traqueïtis bacteriana, laringotraqueobronquitis i laringotraqueobronconeumonía. Les dues primeres malalties impliquen una infecció viral i generalment són de simptomatologia lleu; les últimes quatre es deuen a infeccions bacterianes i són generalment més severes.

### Viral
El crup viral o la laringotraqueitis aguda és causat pel virus parainfluença, en el 75% dels casos, principalment pels tipus 1 i 2. Altres etiologies virals inclouen influença A i B, xarampió, adenovirus i virus sincicial respiratori (VSRH). El crup espasmòdic és causat pel mateix grup de virus que la Laringotraqueitis aguda però no presenta els signes d'infecció habituals (com febre, mal de coll i un augment del recompte de glòbuls blancs). El tractament i la resposta al tractament també són iguals.

### Bacterià
El crup bacterià pot dividir-se en diftèria laríngia, traqueïtis bacteriana, laringotraqueobronquitis i laringotraqueobroncopulmonia. La diftèria laríngia es deu al Corynebacterium diphtheriae mentre que la traqueïtis bacteriana, la laringotraqueobronquitis i la laringotraqueobroncopulmonía es deuen a una infecció viral primària amb un creixement secundari de bacteris. Els bacteris implicades més habitualment són Staphylococcus aureus, Streptococcus pneumoniae, Haemophilus influenzae i Moraxella catarrhalis.